# 自己超越3100マイルレース
自己超越3100マイルレース（じこちょうえつ3100マイルレース、英: Self-Transcendence 3100 mile race）は、アメリカのニューヨークの周回コースで約4,989kmを52日間以内に走る、世界最長距離のウルトラマラソン大会。毎年開催。主催はシュリ・チンモイマラソンチーム。シュリ・チンモイ自己超越3100マイルレースとも呼ばれる。

## 概要

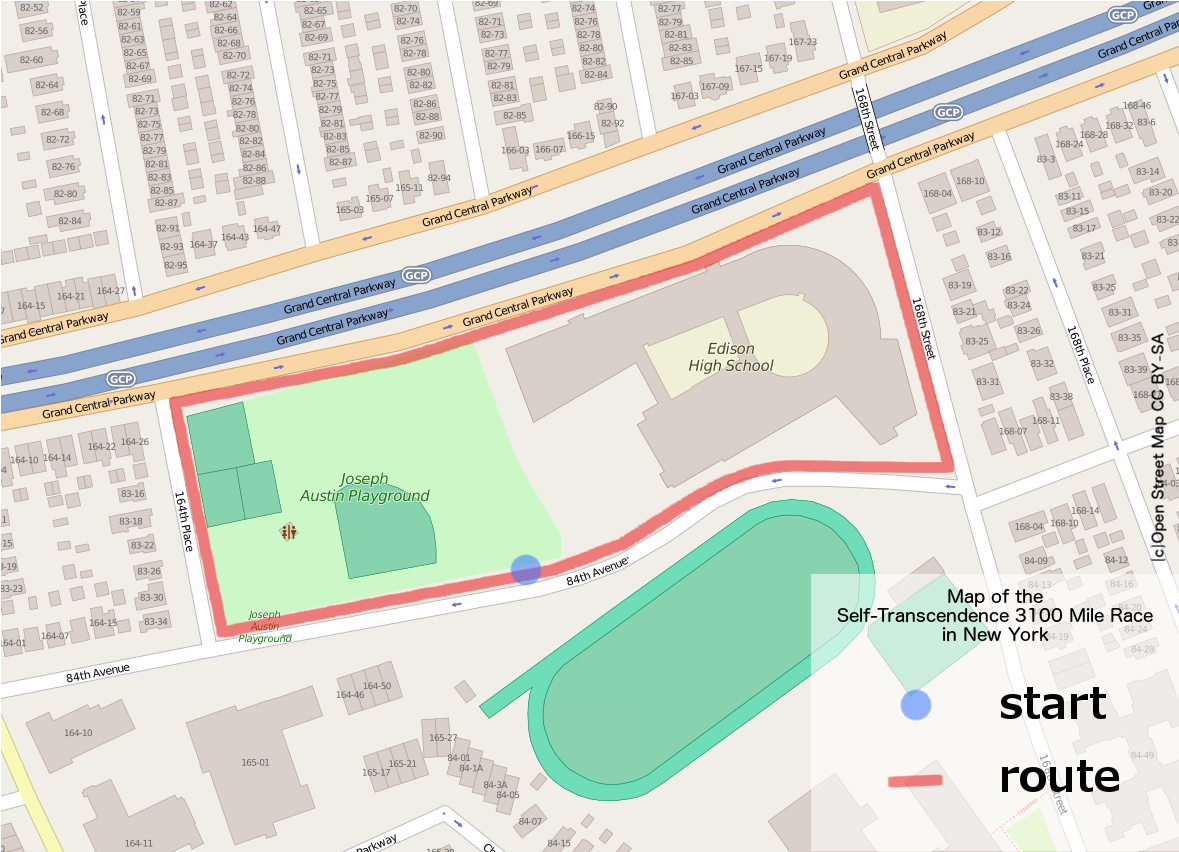
コース図

1周883.2mの周回コースを5,649周し、合計距離約4,989km（3,100マイル）で競う。毎年8月から10月（2019年までは6月から8月、2020年は9月から11月）に開催される。
制限時間は52日間で、1日平均で最低96km（109周）走らなければならない計算になる。ただし、競技時間は毎日午前6時から深夜0時までの18時間に限られる。
コースはニューヨーククイーンズ区ジャマイカ地区の住宅街にあり、高校などが建つ1区画を周回する歩道である。

## 歴史

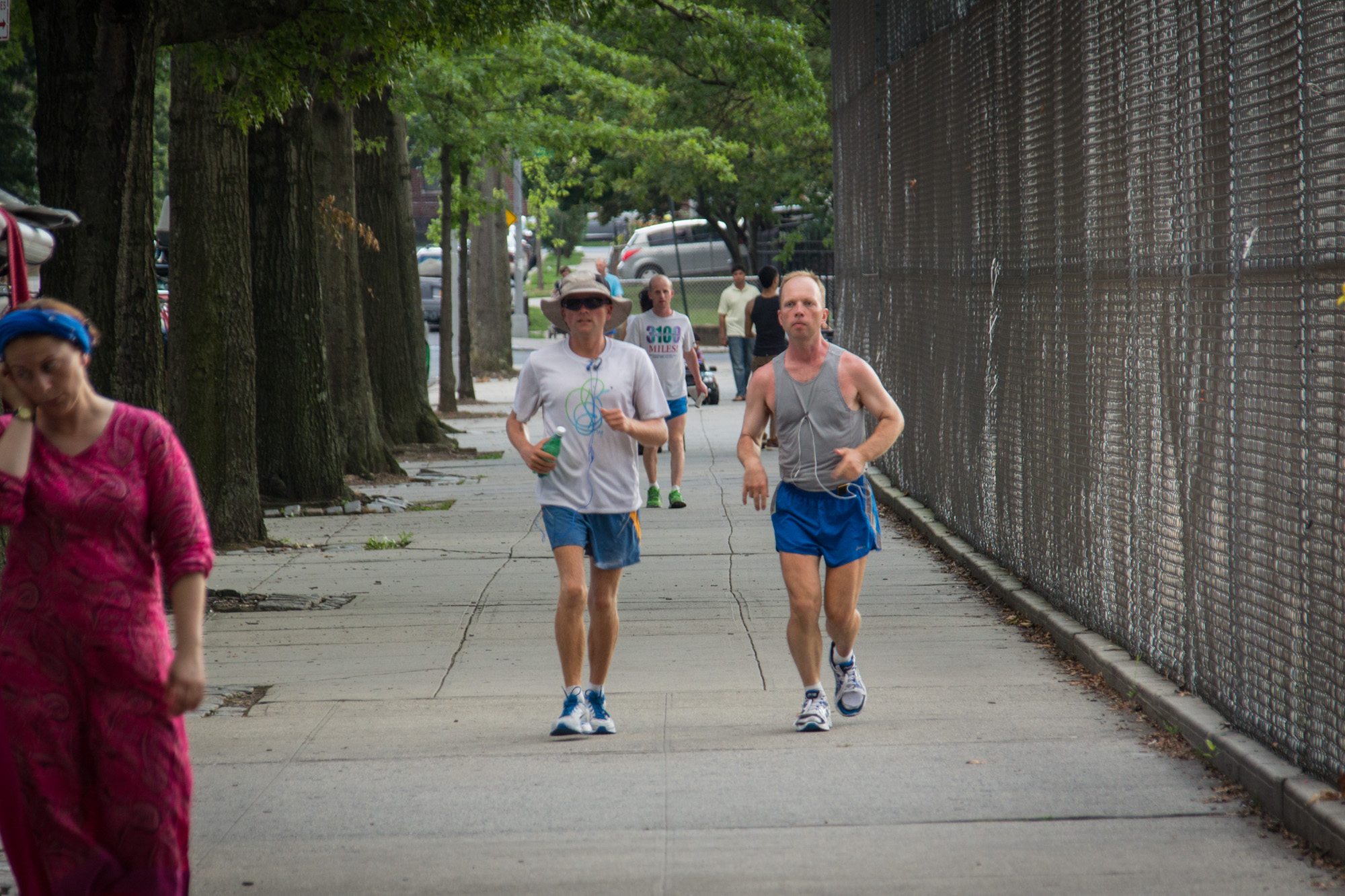
2012年大会の様子

シュリ・チンモイは、スポーツを通して自己超越を推進し、ランニングの愛好者に奉仕するという目的で1977年にマラソンチームを設立した。
1985年、チームは最初のレースとして1000マイルのウルトラマラソンを開催。1987年からは700マイル、1,000マイル、1,300マイルの3レースを開催した。
1996年にシュリ・チンモイは2,700マイル（約4,345km）のレースを企画し、翌1997年から現行距離である3,100マイル（約4,989km）に延長した。開催時期は6月から8月の夏季であった。
2020年は新型コロナウイルス感染症の影響で、会場をオーストリアのザルツブルクグランシュピッツ・パークに移し9月から11月に開催。公園内を4,781周して行われた。2021年からは再び会場をニューヨークに戻し、開催時期も8月から10月に行っている。

## 大会記録
|      | 氏名                         | 国           | 記録               | 開催年 |
| ---- | ---------------------------- | ------------ | ------------------ | ------ |
| 男子 | アシュプリハナル・アールトー | フィンランド | 40日09時間06分21秒 | 2015年 |
| 女子 | 蔡文雅                       | 台湾         | 45日12時間28分44秒 | 2023年 |

## その他
2021年大会で、日本人初の完走者が生まれた。

## 作品

### 映画
- 3100 : ラン・アンド・ビカム（英語版）（2018年[1]）